# Уклета кућа на брду
Уклета кућа на брду (енгл. The Haunting of Hill House) је готички хорор роман америчке списатељице Ширли Џексон. Био је финалиста за Националну књижевну награду и адаптиран је у виду представе и два играна филма, а послужио је и као основа за серију Проклетство куће Хил.
Књига је посвећена Леонарду Брауну, Џексонином професору енглеског на Универзитету Сиракуза.

## Радња
Прича прати четворо главних ликова: др Џона Монтагјуа, истраживача натприродног; Еленор Ванс, стидљиву младу жену која не ужива о бризи своје захтевне мајке са инвалидитетом; Теодору, боемску уметницу; и Лука Сандерсона, младог наследника Куће на брду, који је домаћин осталима.
Монтагју се нада да ће пронаћи научне доказе о постојању натприродног. Изнајмљује Кућу на брду преко лета и у госте позива неколико људи које је изабрао због њихових ранијих искустава са паранормалним догађајима. Од њих само Еленор и Теодора прихватају. Еленор путује до куће, где ће она и Теодора живети у изолацији са Монтагјуом и Луком.
Кућа на брду има два кућепазитеља, господина и госпођу Дадли, који одбијају да остану у близини куће током ноћи. Четворо посетиоца преко ноћи почињу да склапају пријатељства док Монтагју објашњава историју грађевине, која обухвата самоубиство и друге насилне смрти.
Сво четворо гостију почињу да доживљавају чудне догађаје док су у кући, укључујући буку из непознатог извора и духове који ноћу лутају ходницима, чудне записе на зидовима и друге необјашњиве догађаје. Еленор има тенденцију да доживљава феномене на које други нису свесни. У исто време, Еленор можда губи додир са стварношћу, а наратив имплицира да је бар нешто од онога чему Еленор сведочи можда производ њене маште. Још једна имплицирана могућност је да Еленор поседује подсвесну телекинетичку способност која је сама по себи узрок многих поремећаја које доживљавају она и други чланови истраживачког тима (што би могло указивати да уопште нема духова у кући). Ова могућност је посебно сугерисана референцама у раном делу романа на Еленорина сећања из детињства о појавама ентитета налик полтергајсту, која су, чини се, углавном укључивала њу.
Касније у роману, охола госпођа Монтагју и њен сапутник Артур Паркер, директор школе, долазе да проведу викенд у Кући на брду и да помогну у истрази. И они су заинтересовани за натприродно, али више се фокусирају на сеансе и поруке од духова. За разлику од остало четворо, они не доживљавају ништа натприродно, иако се чини да неке од наводних порука од духова госпође Монтагју покушавају да комуницирају са Еленор.
Већина натприродних појава које се дешавају описане су само нејасно, или су делимично скривене од самих ликова. Еленор и Теодора су у спаваћој соби са невидљивом силом која покушава да отвори врата, а Еленор верује да рука коју је држала у мраку није била Теодорина. У једној епизоди, док Теодора и Еленор шетају испред Куће на брду ноћу, виде сабласни породични пикник који се чини да се одржава дању. Теодора вришти у страху да Еленор побегне, упозоравајући је да се не осврће, иако књига никада не објашњава шта је Теодора видела, али Теодора нејасно прича, смеје се и плаче од страха.
До овог тренутка у књизи, чини се да остали ликови верују да је Еленор узрок поремећаја. У страху за њену безбедност, Монтагју и Лук изјављују да она мора да оде. Еленор, међутим, кућу сматра својим домом и опире се. Монтагју и Лук је присиљавају да уђе у аутомобил; опрашта се од њих и одлази, али пре него што је напустила имање, она забија аутомобил у велики храст и гине.

## Развој
Ауторка је одлучила да напише „причу о духовима” након што је прочитала о групи „истраживача психичког” из деветнаестог века који су проучавали једну кућу и пријавили своје наводно научне налазе Друштву за истраживања психичког. Оно што је Џексонова открила у њиховим „сувим извештајима није била прича о уклетој кући, већ прича неколико озбиљних, верујем обманутих, свакако одлучних људи, са својим различитим мотивацијама и пореклом”. Узбуђена перспективом да створи сопствену уклету кућу и ликове који ће је истражити, кренула је у истраживање. Касније је тврдила да је у једном часопису пронашла слику куће у Калифорнији за коју је веровала да је изгледала прикладно уклето. Замолила је своју мајку, која је живела у Калифорнији, да јој помогне у проналажењу информација о овој кући. Према Џексоновим речима, њена мајка је идентификовала архитекту као ауторкиног пра-прадеду, који је дизајнирао неке од најстаријих зграда у Сан Франциску. Џексонова је такође читала томове традиционалних прича о духовима док се спремала да напише сопствену: „Нико не може да се удуби у роман о уклетој кући, а да не удари директно у тему стварности; или морам да верујем у духове, што и чиним или ћу морати да напишем сасвим другу врсту романа.”
− Пола Гуран
Током процеса писања, Џексонова је скицирала тлоцрте доњег и горњег спрата Куће на брду и изглед екстеријера.

## Пријем и наслеђе
У рецензији новина The New York Times 1959. године, Едмунд Фулер је написао: „Са својом 'таштином' Куће на брду, био то добар израз или не, Ширли Џексон поново доказује да је она најбољи мајстор који тренутно послује у жанру криптичних, уклета прича.”
Стивен Кинг, у својој књизи Мртвачки плес (1981), публицистичком прегледу хорор жанра, наводи Уклету кућу на брду као један од најбољих хорор романа друге половине 20. века и даје подужу рецензију. У својој рецензији за Магазин фантазије и научне фантастике, Дејмон Најт је одабрао овај роман као једну од 10 најбољих жанровских књига из 1959. године, прогласивши га „као класу за себе”.
Поново оцењујући књигу за The Guardian 2010. године, Софи Мисинг је написала: „Џексонова третира свој материјал – који би се у мање вештим рукама могао свести на петпарачки роман – са великом вештином и суптилношћу. […] Ужас који је својствен роману не лежи у Кући на брду (премда монструозној) или догађајима који се дешавају у њој, већ у неистраженим дубинама умова његових ликова – и његових читалаца. То је можда разлог зашто ово остаје дефинитивна прича о уклетој кући”.
Године 2018, The New York Times је анкетирао 13 писаца да одаберу најстрашнију књигу белетристике коју су икада прочитали, а Кармен Марија Мачадо и Нил Гејман су изабрали Уклету кућу на брду.
Кармен Марија Мачадо писала је за часопис The Atlantic о свом искуству када је открила Уклету кућу на брду. Док је радила на својој приповеци „Станар” речено јој је да је њена прича подсетила читаоце на Ширли Џексон. Пошто је мало читала Џексонина дела, Кармен је одлучио да прочита Уклету кућу на брду: „Када сам се вратила кући у Филаделфију, узела сам примерак. И једноставно сам га прогутала. Прочитала сам га у једном даху. Почела сам да читам једне ноћи, а наставила сам чак и када је моја девојка (сада супруга) отишла у кревет. Само сам наставила да читам. Књига ме је уплашила. Иако су догађаји који делују као натприродна активност ретки, те сцене су тако језиво написане — као да Џексонова описује феномен који је раније видела и заиста разумела. Посебна врста надреалности у књизи ми је деловала као оно искуство враћања кући са забаве у помало пијаном стању, када се свет некако чини оштријим, јаснијим и чуднијим.”
Сара Сентури, која је писала за Syfy, истакла је квир теме у књизи, посебно наводећи пример Теодоре као квир лика који се противи тропу „сахрани своје гејеве”: „Тео се истиче по томе што је несавршена, погрешива квир жена стално подвргнути ситуацијама опасним по живот, а ипак се удаљава од њих, еволуирајући, а не нестајући.”